# 日本医療法人協会
一般社団法人日本医療法人協会（にほんいりょうほうじんきょうかい、英: Association of Japanese Healthcare Corporations
、英略称: AJHC）は、元厚生労働省医政局指導課所管の公益法人。本部は東京都千代田区にある。

## 概要
＜主な出典：＞
- 主な目的：医療法人の設立の助成、育成など
- 設立趣旨：医療法人の健全なる発展をはかり、その設立を助成して国民医療の向上を図ることを目的に設立
- 設立：1952年（昭和27年）8月27日[5]。2013年（平成25年）4月1日一般社団法人化。
- 代表者：会長　伊藤伸一（総合大雄会病院　理事長）
- 役員数：57人
- 本部所在地：東京都千代田区富士見2丁目6番12号 AMビル
- 支部：35支部
- 会員数：1,002法人（会員が保有する医療施設 (病院・診療所・老健施設)総数は 2,599施設）
- 会員対象：医療法人が正会員。医療法人以外の病院、一般企業、個人は賛助会員として入会している。

※現在、日本病院会・日本精神科病院協会・全日本病院協会を含め四団体で「四病院団体協議会（通称：四病協）」を組織する。また、「日本病院団体協議会（通称：日病協）」にも加入している。

## 沿革
- 1950年（昭和25年）5月　医療法改正。
- 1950年（昭和25年）8月　（前記）医療法改正に伴い、医療法人制度が施行。
- 1951年（昭和26年）2月　税制面等で様々な問題が提起され、医療法人の有志が関係省庁に活動を展開。
- 1951年（昭和26年）4月　任意団体として日本医療法人協会を結成。
- 1952年（昭和27年）4月　社団法人認可の申請を行なう。
- 1952年（昭和27年）8月27日　認可される。（設立）
- 1966年（昭和41年）11月　医療法人設立の解説書を作成
- 1984年（昭和59年）7月  協会ニュース発行開始
- 1981年（昭和56年）7月　創立30周年。それに伴い、記念誌発刊
- 1986年（昭和61年）9月  医療法人経営セミナーを初めて開催。
- 2001年（平成13年）6月　創立50周年。それに伴い、記念誌発刊
- 2003年（平成15年）12月 協会内、医療法人資金調達研究委員会が最終報告書をまとめる。
- 2011年（平成23年）    　創立60周年。それに伴い、医療法人の誕生から60年の歩みを1年かけて編纂し、翌年「医療法人ものがたり」として出版。
- 2013年（平成25年）4月　一般社団法人化。
- 2021年（令和03年）7月　創立70周年。それに伴い、記念誌発刊

## その他
- 医療法人の全国組織公益法人としては唯一の団体。

- 今日、医療関係の団体・組織には各種存在する。そのため、組織構成員（会員等）についても、病院単位、診療所単位、個人単位と各種異なっている。
  - 日本医師会の場合＝開業医が主の「個人単位」（※診療所単位ともいえるが、法人名としての加入ではなく個人名での加入である）
  - 日本病院会・日本精神科病院協会・全日本病院協会などの場合＝医療施設毎の「病院単位」（※「病院(協)会」なので、診療所は正会員として加入できない。（準会員等では可能））
  - 日本医療法人協会の場合＝医療法人毎の「法人単位」（※医療法人が病院であっても診療所であっても法人格があれば1法人会員）

（例：ある医療法人が全国チェーンの医療法人として10病院運営し100人の医師を雇用していたと仮定した場合、「個人単位」であれば100人の医師個々が会員（100会員）、「病院単位」であれば10会員、「法人単位」であれば1会員となる。）
- 2001年（平成13年）6月、創立50周年を記念して懸賞論文を公募。入選作を以下のものとした。
  - 最優秀：該当なし
  - 優秀賞：（2篇。50音順）21世紀の病院建築のブレイクスルー　-PM／CMは医療界の救世主となるか－　石黒彩・川渕孝一（東京医科歯科大学大学院医療経済学分野）（東京都）、社会価値の最大化に向けた21世紀の医療供給体制　石橋賢治（槇コンサルタントオフィスコンサルタント）（東京都）
  - 佳作：（3篇。50音順）小規模病院における患者サービスへの挑戦　稲田司（木根淵外科胃腸科病院事務長）（茨城県）、メディカルアントレプレナシーシップ　－医業における後継者育成方法に関する一考察－　田代英明（メディカルビジネス税理士）（千葉県）、医療法人制度改革への提言－医療法人病院が健全に永続するために－千葉和夫（仙台東脳神経外科病院企画室長）（福島県）

- 2003年（平成15年）12月 協会内に設置された「医療法人資金調達研究委員会」が最終報告書をまとめる。 この報告書では、医療法人の資金調達に対してPFIやリースなどの方法、様々な提言を行なっているのだが、そのうち、少人数私募債を使って資金調達を行なう手法が提言され、新しい手法として注目された。その後、厚生労働省より発行に関してのガイドラインも出され、今日では社会医療法人などの手法として公募債（医療法人機関債）が用いられることが可能となったきっかけともなっている。（同報告書はサイト内に掲載されている。）

- 2015年（平成27年）6月 協会内に設置された「医療事故調運用ガイドライン作成委員会」が最終報告書「医療事故調運用ガイドライン」をまとめる。この報告書では、2015年10月1日より，改正医療法が施行され医療事故調査委員会における医療事故調査制度が実施されるに伴い，本制度の実施・運用の在り方について提言を行なっている。